# Бараш Євген Юхимович
Бараш Євген Юхимович (8 лютого 1966, Харків) — Доктор юридичних наук, професор, Заслужений діяч науки і техніки України.

## Біографія та кар'єра
Почав свою трудову діяльність у 1989 р.
У 1983 році вступив до Харківського авіаційного інституту (факультет «Авіадвигунобудування», інженер-механік), а в 1991 році в Українську державну юридичну академію (Спеціальність «Правознавство»).
З 1989 по 2003 рік працював на різних посадах від майстра цеху, старшого інженера до заступника директора підприємства в Установі виконання покарань — 18 МВС України Харківського облвиконкому та заступника начальника установи в Установі виконання покарань — МВС України в Харківській області;
З 2003–2006 перебував на посаді начальника Дергачівської виправної колонії управління Держдепартаменту України з питань виконання покарань в Харківській області (№ 109);
З 2006–2007 — начальник Качанівської виправної колонії управління Державного департаменту України з питань виконання покарань у Харківській області (№ 54);
З 2007–2012 — заступник, перший заступник начальника управління Державної пенітенціарної служби України в Харківській області;
З 2012–2014 — начальник управління Державної пенітенціарної служби України в Харківській області.
З 2014–2019 — начальник Інституту кримінально-виконавчої служби.
На даний час :
- Голова правління Всеукраїнського громадського об'єднання"Пенітенціарна асоціація України[2]"
- Професор кафедри кримінології та кримінально-виконавчого права Національної академії внутрішніх справ.
- Член спеціалізованої Вченої ради.
- Кореспондент Міжнародної кадрової академії[3].

## Освіта
У 1989 році закінчив Харківський авіаційний інститут (факультет «Авіадвигунобудування», інженер-механік), а в 1995 році закінчив Українську державну юридичну академію (Спеціальність «Правознавство»).

## Наукові та особисті досягнення
У 2006 році захистив дисертацію на здобуття наукового ступеню кандидата юридичних наук за спеціальністю 12.00.07 — адміністративне право і процес; фінансове право; інформаційне право на тему: «Організаційно-правові засади діяльності установ виконання покарань».
У 2012 році захистив дисертацію на здобуття наукового ступеню доктора юридичних наук за спеціальністю 12.00.07 — адміністративне право і процес; фінансове право; інформаційне право на тему: «Адміністративно-правові засади управління Державною кримінально-виконавчою службою України».
Присвоєно вчене звання професора кафедри кримінології та кримінально-виконавчого права.
Є автором 120 наукових праць наукових статей, тез, доповідей на конференціях.
Співавтор збірників наукових праць, науково-практичних коментарів, особистих та колективних монографій, підручників.
Автор навчального посібника «Організація діяльності установ виконання покарань в Україні», опублікованого у 2006 році.
Автор одноосібної монографії на тему: «Управління Державною кримінально-виконавчою службою України: адміністративно-правове дослідження», опублікованої у 2012 році.
Був членом: спеціалізованої Вченої ради Харківського національного університету внутрішніх справ, Міжнародного університету бізнесу і права (м. Херсон).
Працював викладачем в Харківському національному університеті внутрішніх справ, Національному юридичному університеті імені Ярослава Мудрого.

## Участь в роботі спеціалізованих вчених рад із захисту докторських дисертацій
На даний час є членом спеціалізованої Вченої ради Д 26.007.03 (12.00.07 — адміністративне право і процес; фінансове право; інформаційне право. 12.00.08 кримінальне право та кримінологія; кримінально-виконавче право), Національна академія внутрішніх справ. ДФ 26.007.005
Голова спеціалізованої вченої ради Національної академії внутрішніх справ МВС України проведення разового захисту дисертації на здобуття ступеня доктора філософії в галузі знань «Право», за спеціальністю «Право»
Редактор та співавтор підручника «Кримінально-виконавче право України» (у 2 томах), виданого у 2018 році.
Член редакційних колегій наукових журналів:
Член редколегії журнала «Право України», Бюлетень Міністерства Юстиції України, наукове видання «Юридичний часопис Національної академії внутрішніх справ», а також є головним редактором фахового юридичного журналу «Вісник пенітенціарної асоціації України», Міжнародне фахове видання «Юстиція» Міністерства юстиції Республіки Вірменія.

## Керівництво
Під його науковим керівництвом підготовлено 4 кандидата юридичних наук, із них два — за спеціальністю 12.00.07 — адміністративне право і процес, фінансове право, інформаційне право, два — за спеціальністю 12.00.08 — кримінальне право та кримінологія, кримінально-виконавче право.
На даний час є науковим консультантом 3-х докторантів та науковим керівником кандидата наук.

## Свідоцтва
Має свідоцтва про реєстрацію авторських прав.

## Нагороди та відзнаки
Нагороджений відзнаками багатьох відомчих та правоохоронних органів.
За значний особистий внесок у зміцненні законності, правопорядку, високий професіоналізм та зразкове виконання службових обов'язків:
- Почесний працівник Державного Департаменту України з питань виконання покарань (2007 рік);
- Медаль «За бездоганну службу» (Україна) (2011 рік);
- Подяка Кабінету Міністрів України (2013 рік);
- почесне звання «Заслужений діяч науки і техніки України» (2016 рік).